# 有求必应 (1965年电影)
《有求必应》是一部在1965年上映的英国電影，由阿瑟·希勒指導，並由沃伦·比蒂、莱斯莉·卡伦主演，Robert Cummings等人参演的爱情喜剧片 ，該電影根据Arne Sultan和Marvin Worth的故事进行改编。

## 剧情
有一个丧偶的女子带着孩子到了一家公寓里，遇到了两个男人，一个是研究儿童生活的，一个是拍电影的，虽说女子认为研究儿童生活的男人可以当自己孩子的继父，但是最后，她却和另一个男人相恋了。

## 演员
- 沃伦·比蒂
- 莱斯莉·卡伦
- 瓦伦·米切尔
- 凯瑟琳·内斯比特
- 玛格丽特·诺兰
- 西德尼·塔夫勒
- 费迪·梅恩

## 其他
- 该作在萨里郡进行拍摄。

## 评价
- 《综艺》杂志评价该作品“轻松”、“清新”，并补充道：“节奏适中的导演、众多精彩的表演、总体上犀利的剧本以及其他优秀的制作元素，造就了一部令人满意的喜剧。[3]
- 《Time Out》杂志认为该作的导演阿瑟·希勒让作品变得差强人意。[4]

## 備註
1. ↑  . British Film Institute Collections Search.   [16 August 2024]. （原始内容存档于2025-05-28）.
2. ↑  Vagg, Stephen. . Filmink. 29 October 2024  [29 October 2024]. （原始内容存档于2025-05-31）.
3. ↑  . Variety. 31 December 1965.
4. ↑  GA. . Time Out New York.